# Shirley Strongová
Shirley Elaine Hollowayová, rozená Strongová (* 18. listopadu 1958 Northwich), je bývalá britská sportovkyně, která startovala hlavně v překážkách na 100 metrů. Na LOH 1984 získala stříbrnou medaili v Los Angeles, zlatou medaili získala na společenských hrách v roce 1982 a stříbrnou medaili na společenských hrách v roce 1978. Od roku 1980 do roku 1988 také držela britský rekord.